# Margaretha Clementine van Oostenrijk

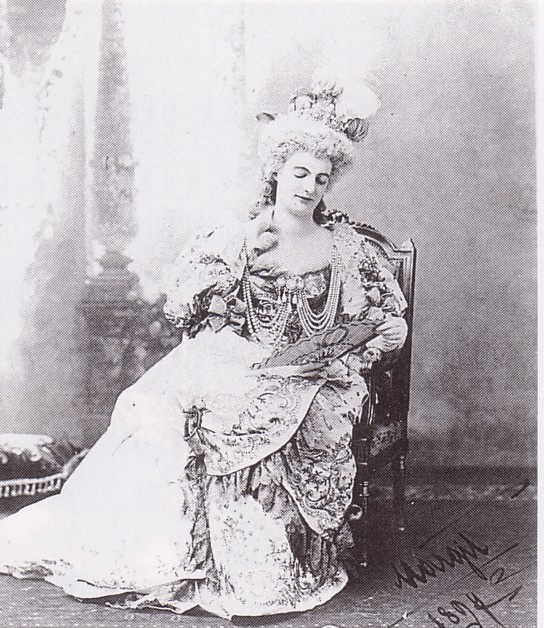
Margaretha Clementine van Oostenrijk, prinses van Thurn und Taxis

Margaretha Clementine Maria (Alcsút (Hongarije), 6 juli 1870 – Regensburg, 2 mei 1955), aartshertogin van Oostenrijk, vorstin van Thurn und Taxis, was een lid van het huis Habsburg-Lotharingen. Ze was een dochter van Jozef van Oostenrijk en Clotilde van Saksen-Coburg-Gotha.

## Huwelijk en gezin
Ze trouwde op 15 juli 1890 in Boedapest met Albert I von Thurn und Taxis, de zoon van Maximilian Anton Lamoral von Thurn und Taxis en Helene in Beieren. Ze kregen zeven kinderen:
- Frans Josef (1893-1971), vorst van Thurn und Taxis
- Karel August (1898-1982), vorst van Thurn und Taxis
- Lodewijk Filips (1901-1933), gehuwd met Elisabeth van Luxemburg (1901-1950)
- Max Emanuel (1902-1994)
- Elisabeth Helene (1903-1976)
- Raphael Rainier (1906-1993)
- Filips Ernst (1908-1964)

Ze stierf op 84-jarige leeftijd.